# Ned-nebezpečnější úlovek
Ned-nebezpečnější úlovek (v anglickém originále The Ned-Liest Catch) je 22. díl 22. řady (celkem 486.) amerického animovaného seriálu Simpsonovi. Scénář napsal Jeff Westbrook a díl režíroval Chuck Sheetz. V USA měl premiéru dne 22. května 2011 na stanici Fox Broadcasting Company a v Česku byl poprvé vysílán 6. října 2011 na stanici Prima Cool.

## Děj
Ednu Krabappelovou vyloučí inspektor Chalmers z vyučování poté, co Bart provede žert, po kterém ho Edna udeří do hlavy. Chalmers Edně oznámí, že je suspendována s plným platem, ale půjde do vazby, kde učitelé tráví mučivé dny čekáním, než se rozhodne o jejich osudu. Bart se cítí provinile kvůli svému chování a pomůže Edně z vazby utéct. Když použije žebřík za oknem, aby opustila budovu, zřítí se, ale Ned Flanders ji nakonec chytí a zachrání. 
Ned a Edna spolu začnou chodit a Edna je na vrcholu blaha, když se dozví, že se může vrátit k učení, pokud bude o víkendech pracovat také jako vězeňská stráž. Marge už má dost Homerova a Bartova postoje k románku Edny a Neda, a tak zahanbí Homera, aby se o Edně s Nedem přimluvil. Homer vezme Neda k Vočkovi, a když vidí, že Ned Ednu opravdu miluje, skutečně udělá to, o co ho Marge požádala, a jejich vztah pochválí. Bohužel ostatní baroví povaleči pak narážejí na Edninu bohatou seznamovací historii a Ned je překvapen, že byla s mnoha muži ze Springfieldu, včetně bubeníka Aerosmith Joeyho Kramera. Ned je za to na Homera rozzuřený, mylně se domnívá, že se mu Homer snaží zničit vztah, a zděšeně od Edny uteče a dává Homerovi tichou léčbu, dokud Homer nepřednese několik poznámek, které Neda přimějí k zamyšlení. Ned pak Edně řekne, že jí odpouští její minulost, ale Edna ho naštvaně odbyde slovy, že jí její minulost není líto a že nechce ani nepotřebuje jeho souhlas – chce s ním jen znovu chodit. Pak mu řekne, že pokud spolu chtějí zůstat, její minulost jim nesmí stát v cestě. Ned zalapá po dechu a řekne: „Myslím, že o tom bude muset rozhodnout… vyšší moc.“. Jakmile to řekne, obraz zamrzne a zvětší se a na obrazovku vstoupí Homer a Marge. 
Epizoda i celá řada končí cliffhangerem, kdy Homer a Marge dávají odkaz na stránky TheSimpsons.com a vyzývají diváky, aby hlasovali o tom, zda by Ned a Edna měli zůstat spolu, přičemž výsledky budou zveřejněny na konci první epizody 23. řady.

## Produkce
Když se v Simpsonových postavy stanou páry, obvykle se na konci epizody rozejdou. Výkonný producent Al Jean v jednom rozhovoru řekl, že se scenáristé rozhodli, že by pro ně nebylo zajímavé natočit další epizodu, kde by vztah skončil, a mysleli si, že by bylo zajímavé „zjistit, co si lidé myslí, (…) internet má určitě na seriál spoustu názorů, mohli by se k tomu vyjádřit“. Na otázku, proč si scenáristé mysleli, že Ned a Edna jsou ty správné postavy pro takový cliffhanger, Jean odpověděl: „V životě se stávají neobvyklé věci. Lidé se dávají dohromady způsobem, který byste nečekali, a on je svobodný a ona svobodná. Mysleli jsme si, že to bude vtipné, to, že oba mají tyto vazby na Simpsonovy, ale nikdy se vlastně nepotkali, a pokud se potkali, tak minimálně.“.

## Přijetí
V původním americkém vysílání díl vidělo asi 5,25 milionu domácností a mezi dospělými ve věku 18 až 49 let získal rating 2,5. Epizoda se držela na stejné úrovni jako předchozí díl 500 klíčů.
Patrick D. Gaertner ze serveru Puzzled Pagan napsal: „Celkově se mi tento díl líbil. Je to hodně podobné věcem, které jsme už viděli, ale myslím, že to bylo dostatečně dobře napsané, aby to pro mě fungovalo. Vidět Barta udělat něco hrozného a dostat Ednu do ohrožení kariéry je něco, co už jsme viděli. To, že si Edna s někým začne vztah, jsme už viděli. Vidět Neda je něco, co jsme už viděli. Vidět Neda, jak je prudérní a nedokáže odložit sex, to už jsme viděli. A přesto tato epizoda využila některé velmi známé dějové nitky a dokázala z nich vytvořit něco jiného, co na mě působilo opravdu dobře. Myslím, že celý ten trik s fanouškovskou anketou je trochu hloupý, ale dokud v něm seriál bude pokračovat a nevrátí se ke svému slibu, budu s ním spokojený.“.